# Thành Sương

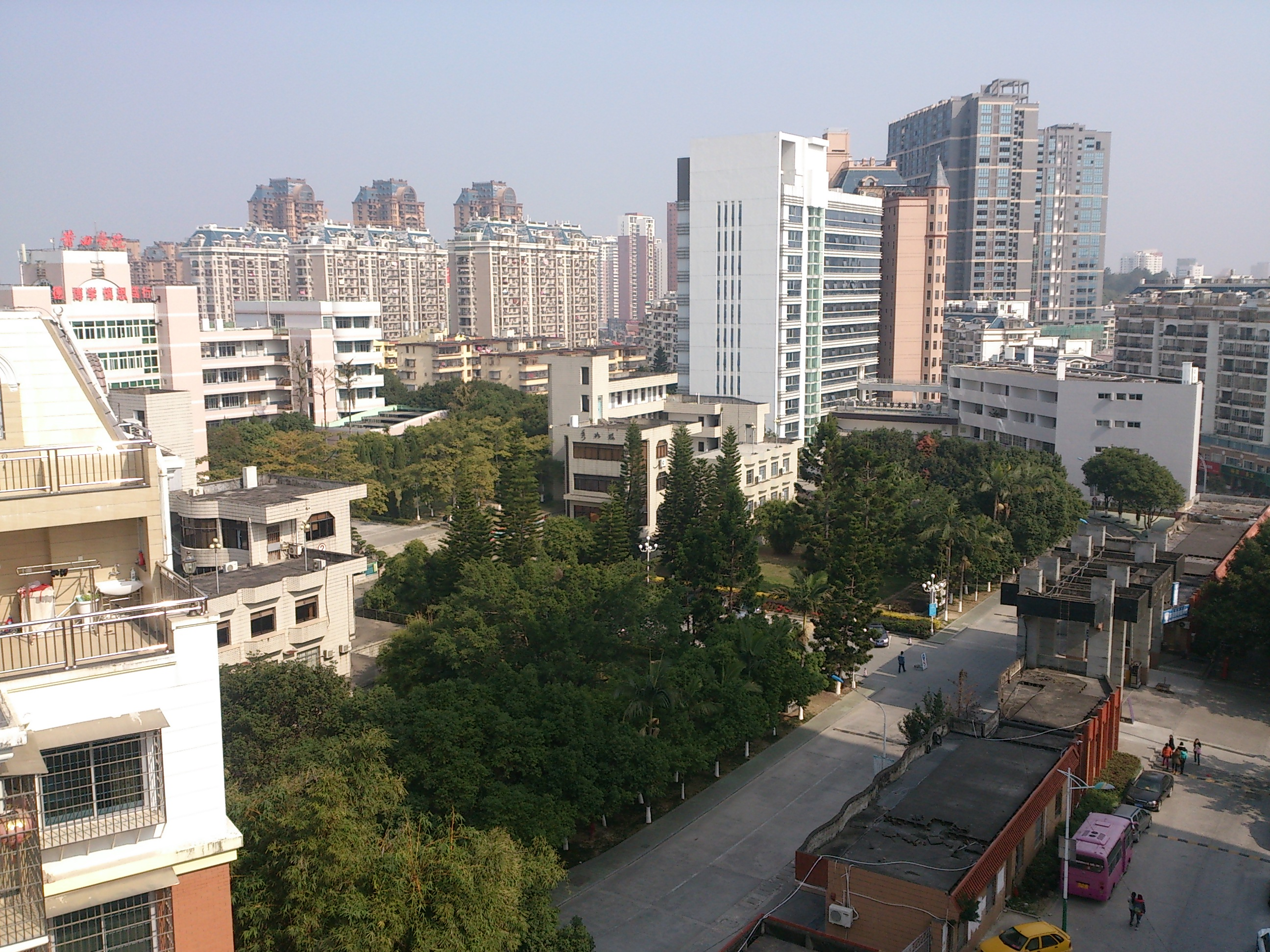
Đại học Bồ Điền,Thành Sương

Thành Sương (tiếng Trung: 城厢区, Hán Việt: Thành Sương khu) Là một quận của thành phố Bồ Điền (莆田市), tỉnh Phúc Kiến, Cộng hòa Nhân dân Trung Hoa. Quận này có diện tích 509 km2, dân số 340.000 người. Đây là trung tâm kinh tế, văn hóa và giáo dục của Bồ Điền. Quận Thành Sương được chia thành 3 nhai đạo và 4 trấn.